# Портоло (Тренто)
Портоло је насеље у Италији у округу Тренто, региону Трентино-Јужни Тирол.
Према процени из 2011. у насељу је живело 135 становника. Насеље се налази на надморској висини од 478 м.